# معبد هيبس

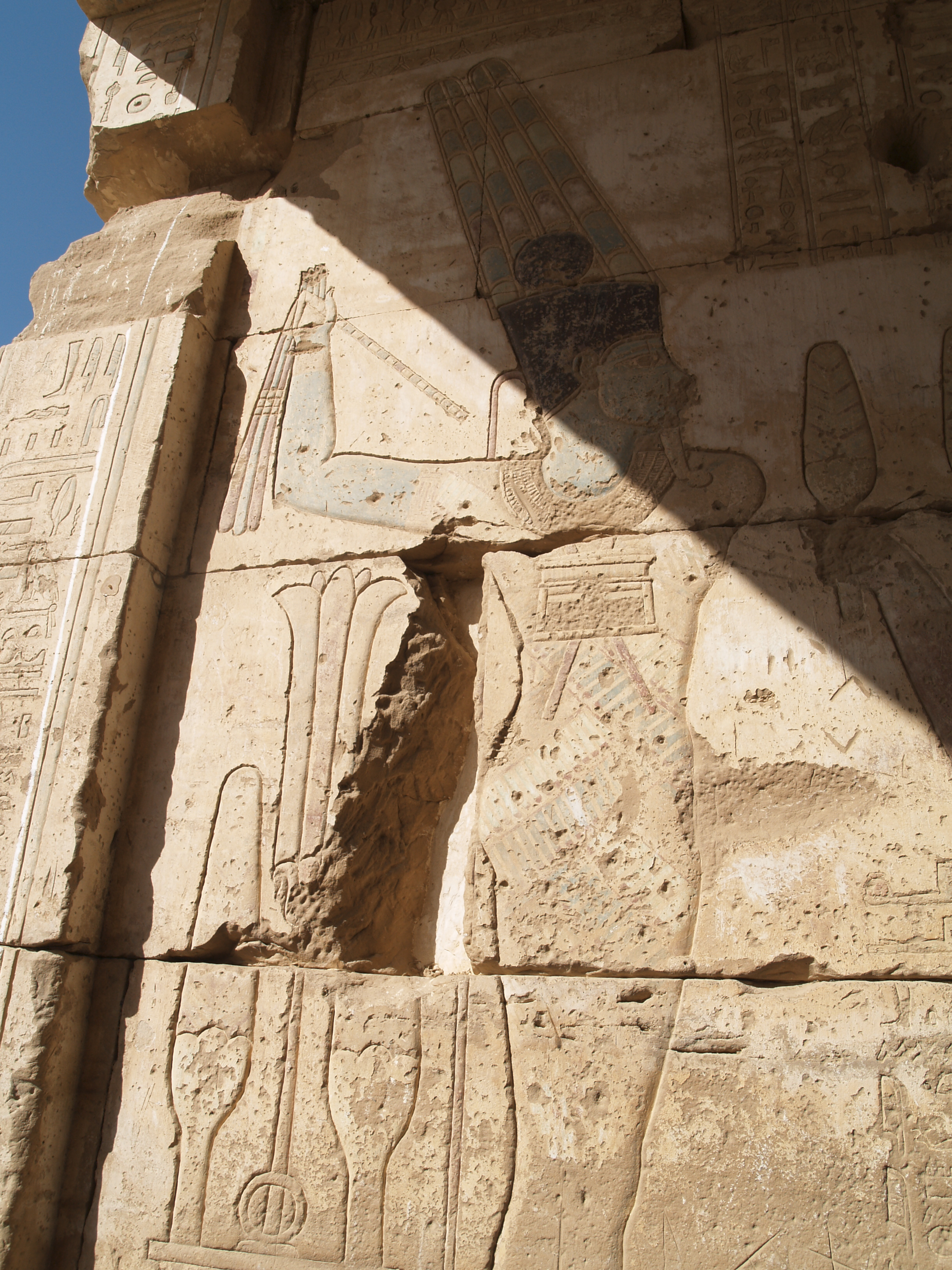
معبد هيبس - نقش جداري

معبد هيبِس من أهم المعابد المصرية والمزارات السياحية في جمهورية مصر العربية وتحديدا في محافظة الوادي الجديد على بعد نحو كيلو متر واحد شمال مدينة الخارجة.

## أهمية المعبد
تكمن أهمية هذا المعبد كونه يمثل العصور التاريخية المختلفة الفرعونية والفارسية والبطلمية والرومانية كما أنه يعتبر من أهم المعابد المصرية حيث أنه المعبد المصري الوحيد المتبقي من العصر الصاوي الفارسي وشيد لعبادة الثالوث المقدس (آمون- موت -خونسو).

## تاريخ المعبد

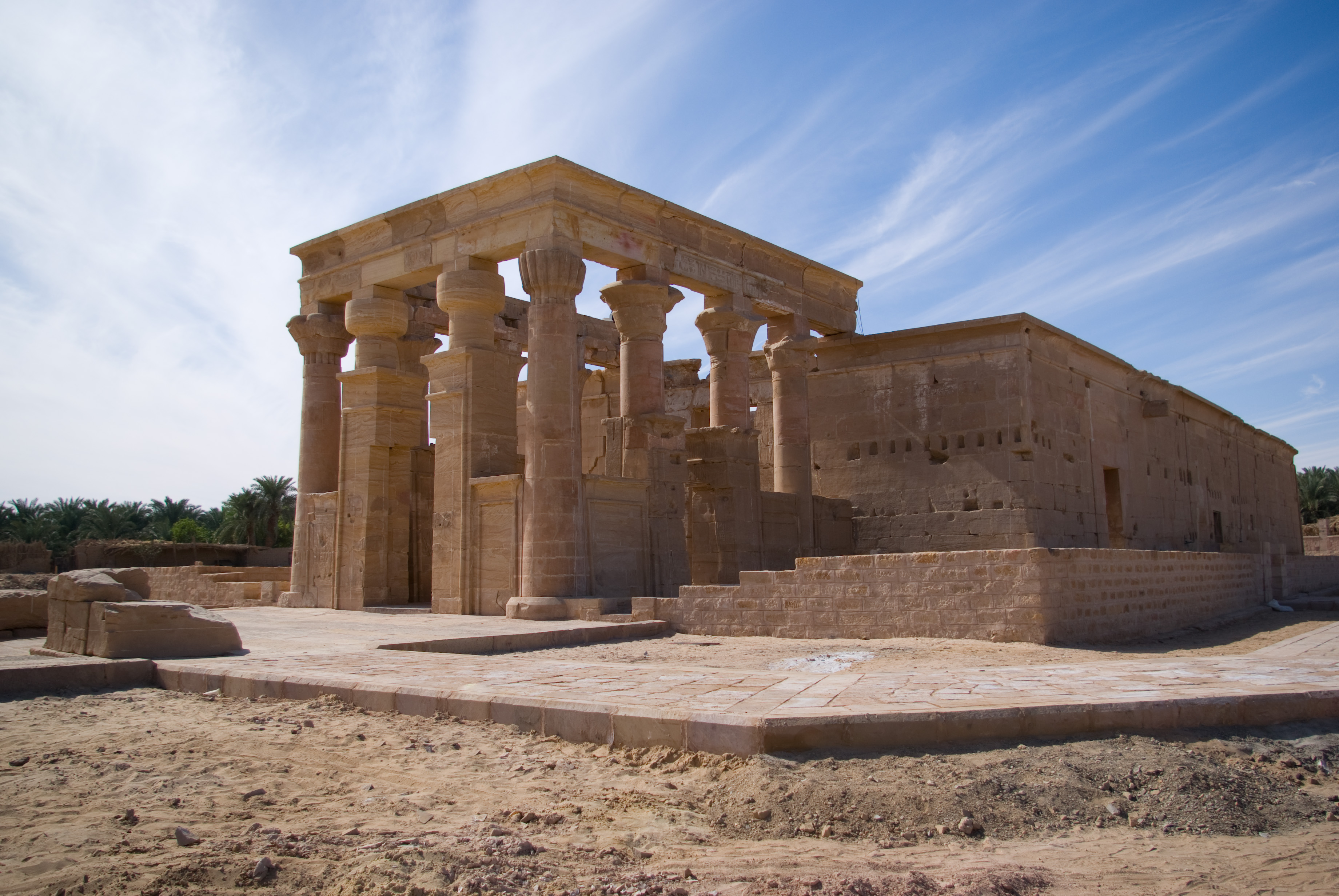
معبد هيبس - أحد أهم معالم مدينة الخارجة

يحمل المعبد اسم واحة الخارجة (هبت _هيبس) وقد شُيّد على مساحة قدرها 798 مترا مربعا، طوله 42 متر وعرضه 19 متر في عصر الملك الفارسي دارا الأول (510-490 ق.م) على بقايا معبد قديم يرجع إلى عصر الأسرة السادسة والعشرين (664 ق.م) وربما كان له أصول قديمة ترجع إلى عصر المملكة المصرية الوسطى في (2100 ق.م)، وفي العصور اللاحقة للعصر الفارسي أضيفت للمعبد إضافات عديدة حتى اكتملت عناصره وكان ذلك في الفترة ما بين عام 390 قبل الميلاد الي عام 69 ميلادية. بدأ اهتمام الرحالة والدارسين بالمعبد في النصف الأول من القرن التاسع عشر شأنه في ذلك شأن بقية الآثار المصرية وفي الأربعينات من القن العشرين قامت مصلحة الآثار المصرية بترميم المعبد وتقوية العناصر القابلة للانهيار منه وإعادة بناء وتركيب بعض الأحجار التي وجدت متساقطة من المعبد على الأرض وفي الخمسينيات وحتى بداية السبعينيات أجرت مصلحه الآثار العديد من أعمال الترميم بالمعبد شملت ملء الشقوق والشروخ والفوالق ببعض الملونات معظمها إسمنتي كما اشتملت إحلال عناصر جديدة كاملة من حجر منحوت بدلاً من العناصر الأصلية المفقودة ومنها أعمدة كاملة وأعتاب وحوائط وأجزاء من حوائط وسقوف خاصة في الجزء الخلفي من المعبد.

## وصف المعبد

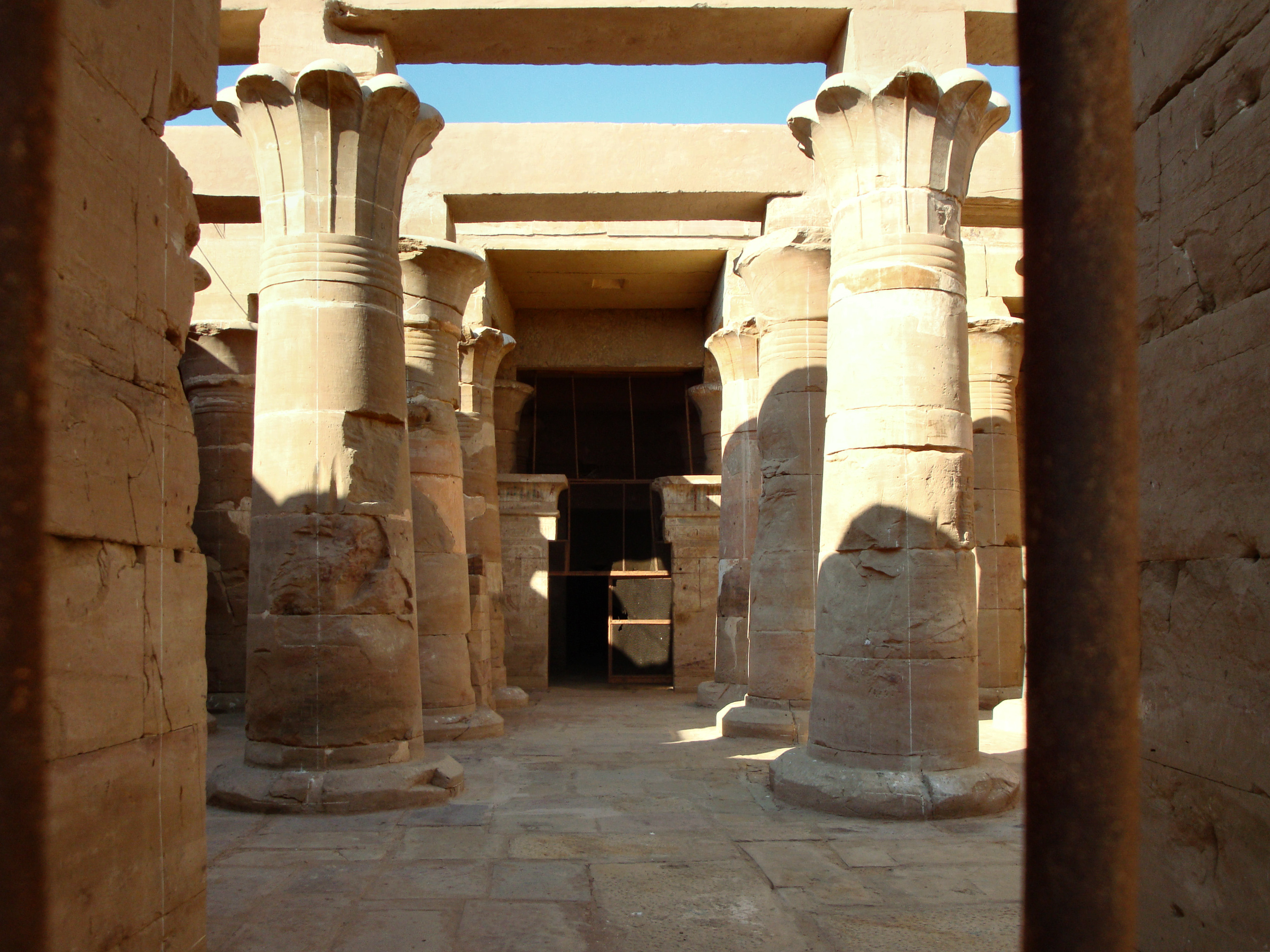
أعمدة المعبد - شكل زهرة اللوتس

شُيّد المعبد من الحجر الرملي فوق بقعة مرتفعة نسبيا عما يحيط بها من أرض منبسطة وقد كان الغرض من ذلك أن يرتفع المعبد فوق كل ما عداه من مبان ومساكن المدينة القديمة التي كانت تحيط به من كل جانب وبذلك يتيسر للناظر إليه إدراك أهميته كمكان مقدس ومركز لعبادة الإله. يبدأ المعبد من الشرق بمرفأ كان مقاما على حافة البحيرة المقدسة التي كانت تتقدم المعبد ثم البوابة الرومانية التي تحمل نقشا يونانياً من عهد الإمبراطور (جلبا) عام 69 م ثم البوابة البلطمية تليها البوابة الفارسية للملك دارا لأول والتي تؤدي إلى طريق الكباش المؤدي إلى البوابة الكبرى ثم البوابة الرئيسية، ويقع في نهاية المعبد قدس الأقداس بنقوشه الفريدة من نوعها.
يماثل المعبد في تخطيطه تخطيط المعبد المصري في المملكة المصرية الحديثة (الصرح _الفناء المكشوف _صالة الأعمدة ثم قدس الأقدس) وهو التخطيط الذي استمرت عليه المعابد المصرية التي نشأت في العصرين البطلمي والروماني. حول المعبد توجد بقايا من الحجر الرملي الذي كان يحيط بالمعبد من ثلاث جوانب هي الشمالية والجنوبية والغربية تهدم ولم يتبق منه إلّا أجزاء قليلة الارتفاع وحيث كان يشكل مع حوائط المعبد ممرا يدور حول جسم المعبد وتدعم أرضيته الحجرية المرتفعه نسبيا أساسات من الخارج وفي الركن الجنوبي الغربي للمعبد من الخارج يوجد مبنى بيت الولادة (الماميزي) وهو مبنى صغير منفصل عن المعبد الجنوبي الغربي لبهو الأعمدة.